# Titanidiops fortis
Espèce
Synonymes
- Acanthodon fortis Pocock, 1900

Titanidiops fortis est une espèce d'araignées mygalomorphes de la famille des Idiopidae.

## Distribution
Cette espèce est endémique d'Inde.

## Description
La femelle syntype mesure 32 mm.

## Systématique et taxinomie
Cette espèce a été décrite sous le protonyme Acanthodon fortis par Pocock en 1900. Elle est placée dans le genre Titanidiops par Simon en 1903.

## Publication originale
- Pocock, 1900 : The fauna of British India, including Ceylon and Burma. Arachnida. London, p. 1-279 (texte intégral).